# Brydan Klein
Brydan Klein (ur. 31 grudnia 1989 w Perth) – australijski tenisista, który od 2013 roku reprezentuje Wielką Brytanię. Reprezentant Australii w Pucharze Davisa.

## Kariera tenisowa
Podczas swojej kariery zwyciężył w jednym singlowym oraz dziesięciu deblowych turniejach rangi ATP Challenger Tour. Ponadto wygrał dwa singlowe i trzy deblowe turnieje rangi ITF.
W 2007 roku zwyciężył w juniorskim turnieju wielkoszlemowego Australian Open. W finale pokonał Jonathana Eysserica 6:2, 4:6, 6:1. Zadebiutował wówczas również w seniorskiej imprezie w grze podwójnej. Startując w parze z Gregiem Jonesem odpadł w pierwszej rundzie.
W 2009 roku podczas Australian Open wygrał swój pierwszy mecz w karierze w turnieju głównym Wielkiego Szlema, pokonując w pierwszej rundzie Björna Phau. W drugiej rundzie turnieju przegrał ze Stanislasem Wawrinką.
W rankingu gry pojedynczej najwyżej był na 169. miejscu (28 września 2015), a w klasyfikacji gry podwójnej na 118. pozycji (18 marca 2013).

### Zwycięstwa w turniejach ATP Challenger Tour

#### Gra pojedyncza
| Końcowy wynik | Nr | Data          | Turniej | Nawierzchnia | Przeciwnik   | Wynik finału |
| ------------- | -- | ------------- | ------- | ------------ | ------------ | ------------ |
| Zwycięzca     | 1. | 8 lutego 2009 | Burnie  | Twarda       | Grega Žemlja | 6:3, 6:3     |

#### Gra podwójna
| Końcowy wynik | Nr  | Data                 | Turniej       | Nawierzchnia    | Partner        | Przeciwnicy                      | Wynik finału      |
| ------------- | --- | -------------------- | ------------- | --------------- | -------------- | -------------------------------- | ----------------- |
| Zwycięzca     | 1.  | 15 lipca 2012        | San Benedetto | Ceglana         | Dane Propoggia | Stefano Ianni Gianluca Naso      | 3:6, 6:4, 12–10   |
| Zwycięzca     | 2.  | 22 lipca 2012        | Recanati      | Twarda          | Dane Propoggia | Marin Draganja Dino Marcan       | 7:5, 2:6, 14–12   |
| Zwycięzca     | 3.  | 3 marca 2013         | Sydney        | Twarda          | Dane Propoggia | Alex Bolt Nick Kyrgios           | 6:4, 4:6, 11–9    |
| Zwycięzca     | 4.  | 2 listopada 2014     | Traralgon     | Twarda          | Dane Propoggia | Jarmere Jenkins Mitchell Krueger | 6:1, 1:6, 10–3    |
| Zwycięzca     | 5.  | 9 listopada 2014     | Traralgon     | Twarda          | Dane Propoggia | Marcus Daniell Artem Sitak       | 7:6(6), 3:6, 10–6 |
| Zwycięzca     | 6.  | 2 sierpnia 2015      | Lexington     | Twarda          | Carsten Ball   | Dean O'Brien Ruan Roelofse       | 6:4, 7:6(4)       |
| Zwycięzca     | 7.  | 29 listopada 2015    | Toyota        | Dywanowa (hala) | Matt Reid      | Riccardo Ghedin Yi Chu-huan      | 6:2, 7:6(3)       |
| Zwycięzca     | 8.  | 4 lutego 2017        | Burnie        | Twarda          | Dane Propoggia | Steven de Waard Luke Saville     | 6:3, 6:4          |
| Zwycięzca     | 9.  | 8 października 2017  | Stockton      | Twarda          | Joe Salisbury  | Denis Kudla Miķelis Lībietis     | 6:2, 6:4          |
| Zwycięzca     | 10. | 22 października 2017 | Las Vegas     | Twarda          | Joe Salisbury  | Hans Hach Verdugo Dennis Novikov | 6:3, 4:6, 10–3    |

### Finały juniorskich turniejów wielkoszlemowych w grze pojedynczej (1–0)
| Końcowy wynik | Nr | Data             | Turniej                    | Nawierzchnia | Przeciwnik        | Wynik finału  |
| ------------- | -- | ---------------- | -------------------------- | ------------ | ----------------- | ------------- |
| Zwycięzca     | 1. | 27 stycznia 2007 | Australian Open, Melbourne | Twarda       | Jonathan Eysseric | 6:2, 4:6, 6:1 |